# Enrico Cocchia
Enrico Cocchia (Avellino, 6 giugno 1859 – Napoli, 13 agosto 1930) è stato un latinista e filologo classico italiano.

## Biografia
Insigne latinista, insegnò Letteratura Latina all'Università di Napoli, della quale fu anche Rettore.
Fu direttore dell'Istituto L'Orientale di Napoli dal 1900 al 1914. Fu membro del Consiglio Superiore della Pubblica Istruzione, socio dell'Accademia delle Scienze di Napoli, socio dell'accademia di Archeologia, dell'Accademia delle Scienze e Arti di Padova.
Il 24 novembre 1913 fu nominato Senatore del Regno.
Intorno al 1930, in occasione del bimillenario delle Celebrazioni Virgiliane, fu il promotore e l'artefice della sistemazione del Parco Vergiliano di Napoli, complesso monumentale di grande interesse archeologico e storico, a lungo proprietà privata, poi acquisita dallo Stato.
Nel 1900, quale rappresentante della Reale Accademia di Archeologia e Lettere di Napoli, fece parte nel 1900 della commissione che presenziò alla riesumazione della salma di Giacomo Leopardi a Napoli, insieme al senatore Filippo Mariotti, in rappresentanza del governo e del professor Francesco Moroncini, in rappresentanza della famiglia Leopardi.
Fra le sue numerose pubblicazioni va ricordata soprattutto La tomba di Virgilio in cui raccolse le prove a testimonianza dell'attendibilità dell'esatta ubicazione del sepolcro del poeta.
Gli sono state intitolate scuole ad Avellino e a Cesinali.
Strade e piazze gli sono state intitolate ad Avellino, Benevento e Napoli.

## Opere
- Enrico Cocchia: "La Tomba di Virgilio. Contributo alla topografia dell'antica città di Napoli". Ristampa anastatica dell'edizione napoletana del 1902, Roma, Edizioni Polla, 1980
- Enrico Cocchia: "I Romani alle forche caudine : questione di topografia storica".  Napoli, 1888
- Enrico Cocchia: "La sepoltura e la pretesa di conversione di Giacomo Leopardi: contributo alla biografia del poeta". Napoli, 1909